# Varnhems kloster

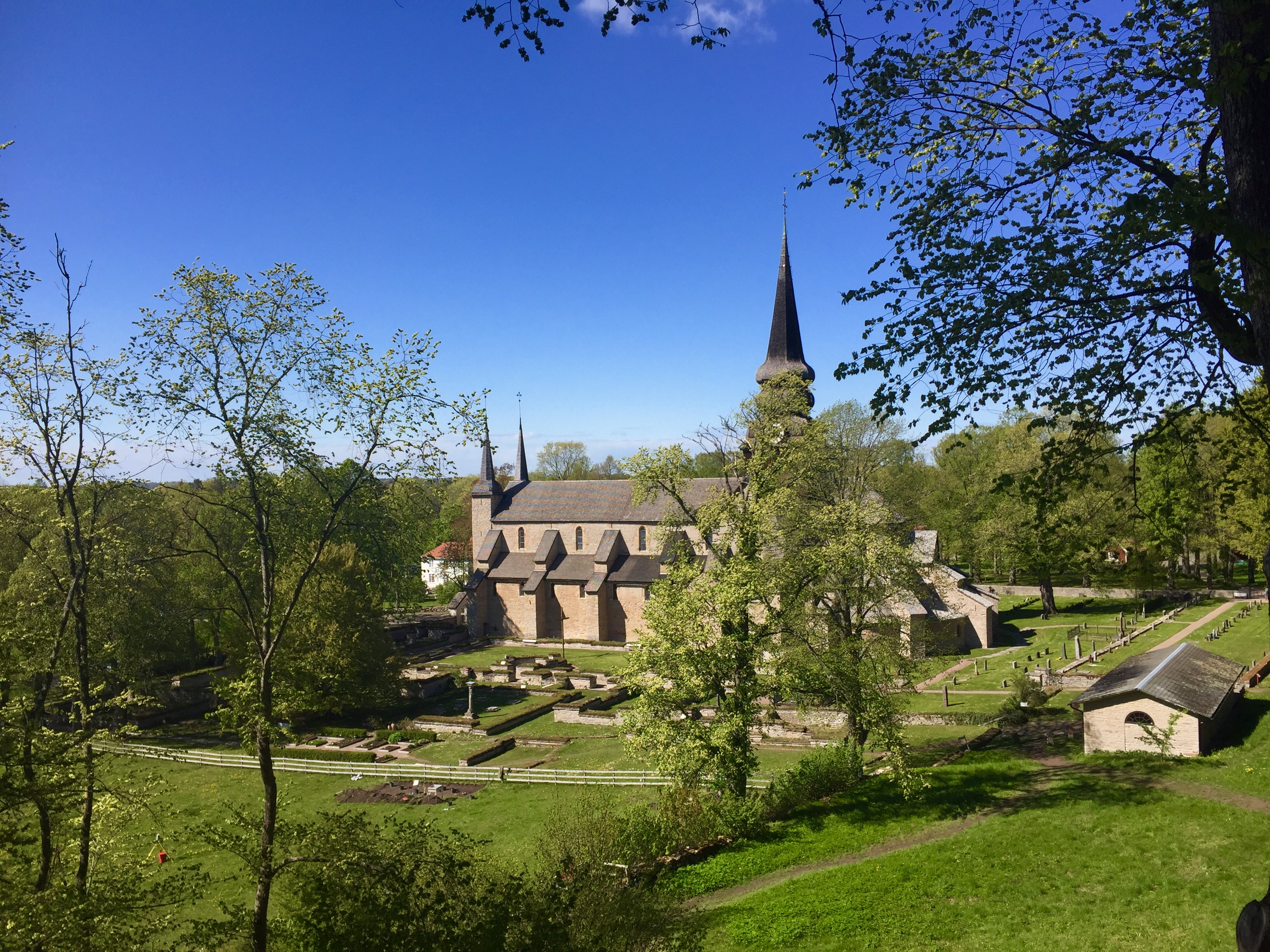
Varnhems klosterkyrka med klosterruinen.

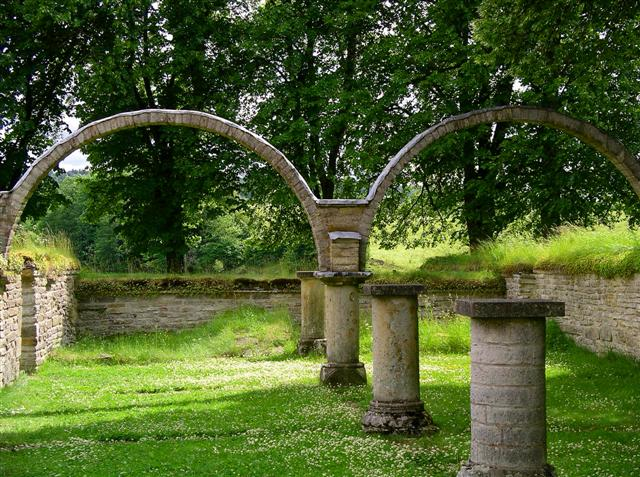
Valvbågar i Varnhems klosterruin.

Varnhems kloster var ett katolskt cistercienskloster för munkar i Varnhem, Västergötland, grundat 1148 av munkar från Alvastra kloster i Östergötland. Idag finns endast rester av klosterbyggnaderna kvar, med undantag för klosterkyrkan, som idag fungerar som församlingskyrka i Varnhem.

## Allmänt
Cisterciensorden följde en och samma grundplan för klostren var de än byggdes, vilket gör att oavsett vid vilken ruin man befinner sig, kan man lätt lokalisera de olika rummen och salarna. 

## Historik
Innan klostret byggdes fanns på platsen en träkyrka och därefter en stenkyrka. Stenkyrkan tros ha uppförts senast på 1040-talet och är därmed det äldsta belägget för en stenkyrka på svensk mark (utanför Skåne). Enligt C14-dateringar från 2007 har den äldsta kristne mannen som begravdes där dött någon gång under perioden 780-970. Den helhetsbild som C14-dateringarna ger gör det troligt att den kristna begravningsplatsen togs i bruk under 900-talet.
Enligt Varnhemsberättelsen, en medeltida text från Vitskøl kloster troligen skriven under 1200-talet grundades Varnhems kloster 1158. Från början ska Sverker den äldre ha grundat ett kloster på Lurö 1143, men munkarna tvingades snart att överge platsen på grund av fattigdom. Därefter ska munkarna ha bott ett tag i Långås innan de blev inbjudna att slå sig ner i Varnhem av en kvinna nämnd Sigrid, som möjligen var syster till drottning Kristina Björnsdotter. Sigrid ångrade dock sitt beslut och försökte fördriva munkarna, men när hon dog 1155 togs konflikten över av Kristina Björnsdotter. Man beslutade då att munkarna skulle få grunda ett nytt kloster på Jylland, varvid 22 munkar och lekmän lämnade Varnhem och grundade Vitskøl kloster. Många av munkarna ångrade sig dock och återvände till Varnhem, varvid klostret återupprättades.
Klostret i Varnhem gynnades av Erikska ätten som i gengäld bereddes vilorum där. 
År 1234 eldhärjades klostret och lades i ruiner, en katastrof som övergick i blomning, eftersom initiativ togs av Birger jarl och andra medeltida finansiärer att bygga upp klostret igen, denna gång vackrare och präktigare än förut.
Klostrets ägor konfiskerades år 1527, och klosterbyggnaderna brändes av danska trupper år 1566, under det Nordiska sjuårskriget. Kyrkan återställdes under 1600-talet av Magnus Gabriel de la Gardie, som anlade ett familjemausoleum i den, medan övriga klosterbyggnader fick förfalla. Kyrkan restaurerades grundligt 1911-1923 och 1921-1929 skedde utgrävningar i hela den centrala delen av klostret; vidare utgrävningar skedde 1976 och 1977. 
Idag återstår bara Varnhems kyrka, idylliskt omgärdad av ruiner. Antalet turister som besöker Varnhem har mångfaldigats tack vare Jan Guillous böcker om Arn.

## Abbotar
- 1292: Arnbjörn
- 1323: Hjalmdorus
- 1325: Johannes
- 1352: Bertol
- 1370–1374: Björn
- Svenung
- 1381: Tideman
- 1381: Sven
- 1405, 1412: Petrus
- 1444, 1454, 1458, 1462, 1469: Arvid
- 1483: Petrus
- 1493: Peter Månsson

## Begravda i Varnhem
- Knut Eriksson, svensk kung 1167-1196
- Erik Knutsson, svensk kung 1208-1216
- Erik den läspe och halte, svensk kung 1222-1229 och 1234-1250.
- Birger jarl, hans fru Mechtild av Holstein och hans tidigt döda son Erik Birgersson av Sverige.
- Björn Näf riddare, riksråd, och Magnus Ladulås lärare under 1200-talet.
- Magnus Gabriel De la Gardie död 1686